# Departamento de Tanout
Tanout es un departamento situado en la región de Zinder, en Níger. En diciembre de 2012 presentaba una población censada de 429 150 habitantes. Su chef-lieu es Tanout.
Se ubica en el noroeste de la región.

## Subdivisiones
Está formado por cinco comunas, que se muestran asimismo con población de diciembre de 2012:
Comunas urbanas
- Tanout (154 238 habitantes)

Comunas rurales
- Falenko (13 993 habitantes)
- Gangara (112 967 habitantes)
- Olléléwa (116 895 habitantes)
- Tenhya (31 057 habitantes)

Hasta la reforma territorial de 2011, se incluía también en este departamento la comuna rural de Tarka, que actualmente forma por sí misma un departamento bajo el nombre de "Belbédji".